# Новое Телевидение
Новое телевидение — казахстанский телеканал. Штаб-квартира находится в Караганде. Частный телеканал в Казахстане начал своё вещание 15 октября 2002 года под брендом «АРТ» (Абсолютно Реальное Телевидение). С 15 октября 2009 года телеканал «АРТ» был заменён на Новое Телевидение. Основатель телеканала Новое Телевидение — Никонович Руслан.

## История телеканала
- Телекомпания АРТ вышла в телевизионный эфир 15 октября 2002 года на 39 ДМВ диапазоне.
- В 2003 году телеканал запустил новостную программу «Актуально».
- В 2003 году телеканал запустил первое в Казахстане реалити-шоу «За стеклом Сулпак», парень и девушка жили за стеклом месяц под прицелом видеокамер в прямом эфире.
- В 2006 году запущено первое в Казахстане ток-шоу «АРТрестлинг».
- В 2007 году телеканал запустил первое в Казахстане интернет вещание.
- В середине 2007 году телеканал впервые начал вещать в кабельных сетях в цифровом формате: MPEG-2, MPEG-4.
- В мае 2009 года прокуратура потребовала «прекратить выход в эфир Телекомпании АРТ и аннулировать его свидетельство о постановке на учёт».[1][2]. 10.06.09 судья специализированного межрайонного экономического суда Марал Жамбурбаева полностью удовлетворила исковые требования прокуратуры[3][4][5].
- 15 октября 2009 года телеканал АРТ возобновил вещание под брендом «Новое Телевидение»
- К 2015 году телеканал «Новое Телевидение» становится первым региональным телеканалом, вещающим на весь Казахстан.
- В 2017 году телеканал, первым из частных телеканалов Казахстана, начал вещание в формате высокой четкости.
- В 2023 году 17 июня телеканал представил первый в Казахстане новый формат вещания 4K Ultra HD, а именно вещание в формате сверхвысокой чёткости. Также на "YouTube" канале вышел ролик с презентацией нового формата вещания[6]. На данный момент телеканал отдал 4К поток телеоператорам IDTV и TV+.

## Контент
| Текущие программы      | Закрытые программы     | Спец. проекты                             |
| ---------------------- | ---------------------- | ----------------------------------------- |
| «Три товарища»         | «Актуально»            | «С Днем города, Караганда!»               |
| «Зелёная волна»        | «АРТрестлинг»          | «Мой город „К“»                           |
| «Жүректен жүрекке»     | «пАРТизаны»            | «Опа Европа»                              |
| «Сәтті күн»            | «АРТикул»              | «Stand Up на Новом»                       |
| «Твоё кино»            | «5 Вопросов 5 Ответов» | «Высокогорное велоприключение Памир 2015» |
| «Примите поздравления» | «Мои Песни»            | «Бешпармак по-английски»                  |
| «МyasSAGAn»            | «Азбука Здоровья»      | «Hello, птича!»                           |
|                        | «Хрустальный башмачок» | «Кешкі ертегі»                            |
|                        | «Скажи свадьбе Да»     | «Герои в лицах»                           |
|                        | «Тусовка»              | «Одна на всех»                            |
|                        | «Страна Советов»       | «#БизнесStart»                            |
|                        | «Кала Тынысы»          | «Еще не вечер»                            |
|                        | «Территория Талантов»  | «БИП» (Большой Интересный Проект)         |
|                        | «Оле Оле!»             | «Формула Успеха»                          |
|                        |                        | «Весёлый ТАМ ТАМ»                         |
|                        |                        | «Споки ноки»                              |

## Достижения
- Корреспондент телекомпании «АРТ» получил награду «Алтын Сункар» за победу в номинации «От сердца к сердцу»
- В 2019 году году проект #БизнесStart занял 1 место в республиканском конкурсе среди СМИ на лучший материал о Единой программе поддержки и развития бизнеса «Дорожная карта бизнеса-2020» от «Атамекен»